# Lettlands krigsmuseum
Lettlands krigsmuseum (lettiska: Latvijas Kara muzejs) är ett militärhistoriskt museum i Riga i Lettland. 
Lettlands krigsmuseum ligger i en tillbyggnad till Kruttornet. Det etablerades 1916 och inrättades 1919 i själva Kruttornet. Mellan 1937 och 1940 gjordes en tillbyggnad av Kruttornet, i vilken museet flyttade in. Detta krigsmuseum stängdes 1940. Det nuvarande öppnade 1990.

## Fotogalleri

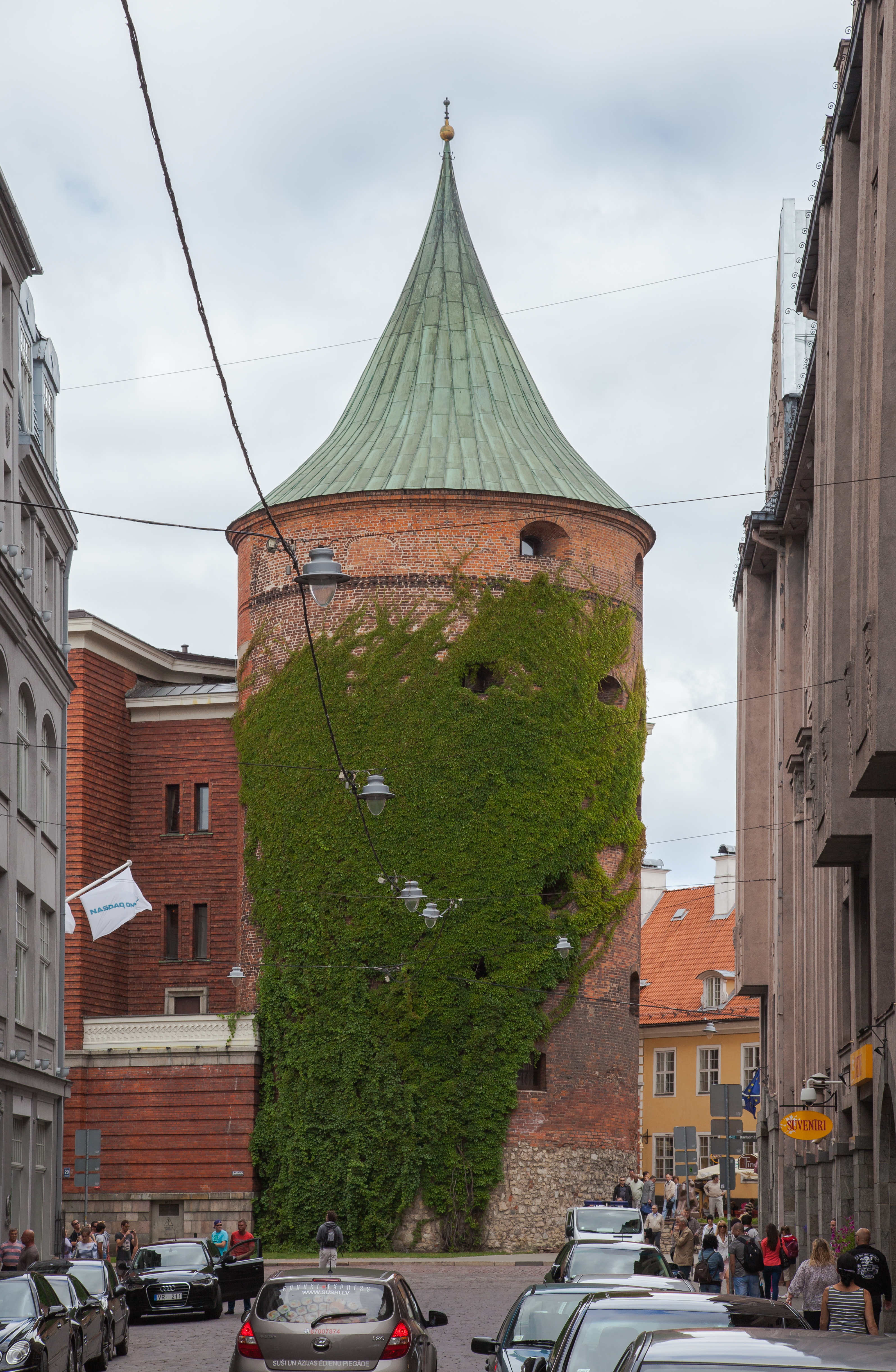
Kruttornet